# Akrokorynt
Akrokorynt (gr. Ακροκόρινθος) – wzgórze w Grecji, na Peloponezie, wznoszące się na 575 m nad poziom morza. W starożytności wzgórze było akropolem położonego u jej stóp Koryntu. Istniała tu znana w całym greckim świecie świątynia Afrodyty, wzmiankowana także w mitologii. Wyróżniały ją praktyki sakralnej prostytucji, prowadzonej w zespole przyświątynnym, z udziałem setek kapłanek. Fundamenty niedużej świątyni Afrodyty znajdują się na jednym z dwóch szczytów Akrokoryntu, od strony miasta, gdy szczyt górujący dziś nad autostradą gości bizantyński i średniowieczny zamek.
Akrokorynt służył też już od czasów starożytnych jako twierdza. Pierwsze, znane nam umocnienia powstały tu najpóźniej w VI w. p.n.e. Od tamtej pory twierdza była często rozbudowywana przez Greków, potem Rzymian i Bizantyjczyków. W roku 1147 sycylijska flota pod wodzą Rogera II splądrowała Koryntię i samo miasto, nie zdobywając jednak twierdzy. Począwszy od 1205 roku Akrokoryntu wytrwale dobywali kolejni Normanowie, by po początkowych niepowodzeniach, nawet klęskach w otwartych starciach, jednak systematycznie przerzedzając szeregi obrońców, osiągnąć cel w roku 1209. W  1210 roku krzyżowiec Gotfryd z Villehardouin włączył Akrokorynt wraz z całym miastem do Księstwa Achai. Znaczną rozbudowę twierdzy przeprowadził jego syn Wilhelm II z Villehardouin. Akrokorynt należał później przez wiele stuleci do Turcji Osmańskiej, dopiero po 1821 roku, kiedy wypędzono stąd osmańskich zarządców, twierdza straciła na znaczeniu. Do dziś zachowały się mury obronne i cysterna, gdy niemal wszystkie pozostałe budynki rozebrano.

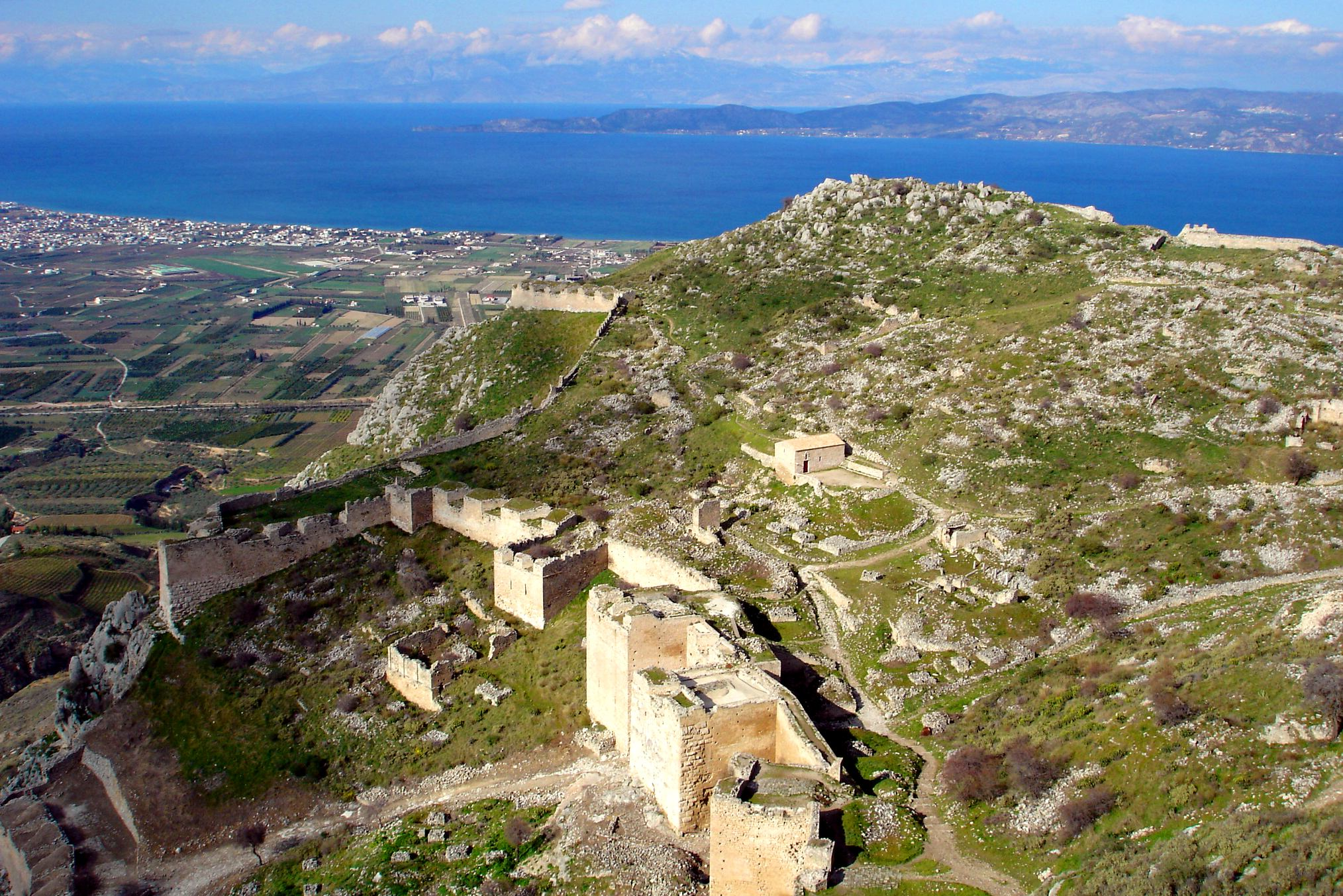
Lokalizacja Akrokoryntu pozwalała na prowadzenie dalekosiężnej obserwacji, we wszystkich kierunkach. Tu: widok z zamku wysokiego, na Zatokę Koryncką i na fortyfikacje, położone o dwa poziomy obrony niżej